# Grenzenlos (Album)
Grenzenlos ist das zweite Studioalbum des deutschen Elektropop-Duos Glasperlenspiel.

## Entstehung und Artwork
Komponiert wurden die Lieder von den beiden Glasperlenspiel-Mitgliedern Daniel Grunenberg und Carolin Niemczyk, in Kooperation mit wechselnden Autoren. Am häufigsten wirkten die Autoren David Jürgens und Katharina Löwel mit. Die meisten Titel wurden von Benjamin Bistram, Daniel Grunenberg und dem britischen Musikproduzenten Yoad Nevo gemischt und produziert; Nick Coler wirkte bei einigen Titeln als Co-Produzent mit. Gemastert wurde das Album in den Nevo Sound Studios in London unter der Leitung von Yoad Nevo. Das Album wurde unter dem Musiklabel Polydor veröffentlicht. Auf dem Cover des Albums sind – neben der Aufschrift des Künstlers und des Liedtitels – Glasperlenspiel zu sehen. Grunenberg schaut auf dem Bild nach links und Niemczyk nach rechts, während sie dabei eine Kaugummiblase bläst. Das Coverbild wurde von dem deutschen Fotograf Ben Wolf geschossen und von Matthias Bäuerle designt. Auf dem Cover von Grenzenlos in diesem Moment sind Glasperlenspiel, in pinkfarbenem Nebel stehend, zu sehen.

## Veröffentlichung und Promotion
Die Erstveröffentlichung des Albums fand am 10. Mai 2013 in Deutschland, Österreich und der Schweiz statt. Das Album besteht aus zwölf neuen Studioaufnahmen. Neben der regulären Albumveröffentlichung existiert auch eine „Deluxe-Edition“. Diese spezielle Version enthält eine zusätzliche DVD mit einem Unplugged-Konzert von Glasperlenspiel. Ein Jahr später am 4. Juli 2014 wurde das Album unter dem Namen Grenzenlos in diesem Moment wieder veröffentlicht. Diese neue Version beinhaltete sieben neue Lieder und besteht insgesamt aus 19 Liedern.
Um das Album zu promoten, folgte u. a. ein Auftritt bei TV total. Niemczyk schenkte hierbei Stefan Raab eine Packung Kaugummi, welches eine Anspielung auf das Cover des Albums ist, wo Niemczyk mit einer Kaugummiblase zu sehen ist.

## Titelliste
Die Liedtexte sind alle in der deutschen Sprache verfasst. Musikalisch bewegen sich die Songs im Bereich des Elektropop. Bei dem Lied Unsterblich wurden Glasperlenspiel von David Jürgens als Gitarrist und bei dem Lied Lasst uns was bewegen als Keyboarder unterstützt. Bei dem Lied Bevor ich gar nichts sage wurden sie von Sebastian Kirchner als Gitarrist unterstützt. Bei Ich seh in dein Herz handelt es sich um eine Neuauflage des Gute Zeiten, schlechte Zeiten-Titelsongs.

### Grenzenlos
| #  | Titel                     | Autor(en)                                                                                        | Produzent(en)                                 | Länge |
| -- | ------------------------- | ------------------------------------------------------------------------------------------------ | --------------------------------------------- | ----- |
| 1  | Grenzenlos                | Alexander Freund, Daniel Grunenberg, Carolin Niemczyk                                            | Daniel Grunenberg, Yoad Nevo                  | 3:44  |
| 2  | Nie vergessen             | Alexander Freund, Daniel Grunenberg, Michael Kurth, Katharina Löwel, Yoad Nevo, Carolin Niemczyk | Daniel Grunenberg, Yoad Nevo                  | 3:41  |
| 3  | Herz aus Gold             | Nick Coler, Daniel Grunenberg, Carolin Niemczyk, Joe Walter                                      | Nick Coler (Co), Daniel Grunenberg, Yoad Nevo | 3:10  |
| 4  | Unsterblich               | Hendrik Eilers, Daniel Grunenberg, David Jürgens, Katarina Löwel, Carolin Niemczyk               | Daniel Grunenberg, Yoad Nevo                  | 3:14  |
| 5  | Was du nicht weißt        | Daniel Grunenberg, David Jürgens, Katarina Löwel, Carolin Niemczyk                               | Daniel Grunenberg, Yoad Nevo                  | 3:47  |
| 6  | So leicht                 | Nick Coler, Daniel Grunenberg, Carolin Niemczyk, Joe Walter                                      | Nick Coler (Co), Daniel Grunenberg, Yoad Nevo | 3:34  |
| 7  | Wie ich nicht sein will   | Daniel Grunenberg, David Kirchner, Michael Kurth, Matthias Max, Carolin Niemczyk                 | Daniel Grunenberg, Yoad Nevo                  | 3:48  |
| 8  | Tanzen den Schmerz weg    | Daniel Grunenberg, Carolin Niemczyk, Simon Triebel                                               | Daniel Grunenberg, Yoad Nevo                  | 3:40  |
| 9  | Lasst uns was bewegen     | Daniel Grunenberg, David Jürgens, Katarina Löwel, Carolin Niemczyk                               | Daniel Grunenberg, Yoad Nevo                  | 3:52  |
| 10 | Bevor ich gar nichts sage | Daniel Grunenberg, Sebastian Kirchner, Michael Kurth, Carolin Niemczyk                           | Daniel Grunenberg, Yoad Nevo                  | 3:16  |
| 11 | Risiko                    | Daniel Grunenberg, David Jürgens, Carolin Niemczyk, Bartosz Nikodemski, Lukas Pizon              | Daniel Grunenberg, Yoad Nevo                  | 3:17  |
| 12 | Zu Hause                  | Daniel Grunenberg, Yoad Nevo, Carolin Niemczyk                                                   | Daniel Grunenberg, Yoad Nevo                  | 3:42  |

### Grenzenlos in diesem Moment
| #  | Titel                     | Autor(en) | Produzent(en)                                 | Länge |
| -- | ------------------------- | --- | --------------------------------------------- | ----- |
| 1  | Grenzenlos                | Alexander Freund, Daniel Grunenberg, Carolin Niemczyk                                                         | Daniel Grunenberg, Yoad Nevo                  | 3:44  |
| 2  | Nie vergessen             | Alexander Freund, Daniel Grunenberg, Michael Kurth, Katharina Löwel, Yoad Nevo, Carolin Niemczyk              | Daniel Grunenberg, Yoad Nevo                  | 3:41  |
| 3  | Moment                    | Albi Albertsson, Daniel Grunenberg, Michael Kurth, Finn Martin, Carolin Niemczyk, Sebastian Wehlings          | Benjamin Bistram, Daniel Grunenberg           | 3:28  |
| 4  | Herz aus Gold             | Nick Coler, Daniel Grunenberg, Carolin Niemczyk, Joe Walter                                                   | Nick Coler (Co), Daniel Grunenberg, Yoad Nevo | 3:10  |
| 5  | Unsterblich               | Hendrik Eilers, Daniel Grunenberg, David Jürgens, Katarina Löwel, Carolin Niemczyk                            | Daniel Grunenberg, Yoad Nevo                  | 3:14  |
| 6  | Für immer dein            | Daniel Grunenberg, Katharina Löwel, Carolin Niemczyk                                                          | Benjamin Bistram, Daniel Grunenberg           | 3:48  |
| 7  | Was du nicht weißt        | Daniel Grunenberg, David Jürgens, Katarina Löwel, Carolin Niemczyk                                            | Daniel Grunenberg, Yoad Nevo                  | 3:47  |
| 8  | Tief                      | Daniel Grunenberg, Laura Kloos, Carolin Niemczyk                                                              | Benjamin Bistram, Daniel Grunenberg           | 3:19  |
| 9  | So leicht                 | Nick Coler, Daniel Grunenberg, Carolin Niemczyk, Joe Walter                                                   | Nick Coler (Co), Daniel Grunenberg, Yoad Nevo | 3:34  |
| 10 | Wie ich nicht sein will   | Daniel Grunenberg, David Kirchner, Michael Kurth, Matthias Max, Carolin Niemczyk                              | Daniel Grunenberg, Yoad Nevo                  | 3:48  |
| 11 | Wie Sonne und Erde        | Daniel Grunenberg, Carolin Niemczyk, Stephan Piez                                                             | Benjamin Bistram, Daniel Grunenberg           | 4:10  |
| 12 | Tanzen den Schmerz weg    | Daniel Grunenberg, Carolin Niemczyk, Simon Triebel                                                            | Daniel Grunenberg, Yoad Nevo                  | 3:40  |
| 13 | Ich kämpfe um dich        | Alexander Freund, Daniel Grunenberg, Yoad Nevo, Carolin Niemczyk                                              | Daniel Grunenberg, Yoad Nevo                  | 4:03  |
| 14 | Lasst uns was bewegen     | Daniel Grunenberg, David Jürgens, Katarina Löwel, Carolin Niemczyk                                            | Daniel Grunenberg, Yoad Nevo                  | 3:52  |
| 15 | Bevor ich gar nichts sage | Daniel Grunenberg, Sebastian Kirchner, Michael Kurth, Carolin Niemczyk                                        | Daniel Grunenberg, Yoad Nevo                  | 3:16  |
| 16 | Risiko                    | Daniel Grunenberg, David Jürgens, Carolin Niemczyk, Bartosz Nikodemski, Lukas Pizon                           | Daniel Grunenberg, Yoad Nevo                  | 3:17  |
| 17 | Zu Hause                  | Daniel Grunenberg, Yoad Nevo, Carolin Niemczyk                                                                | Daniel Grunenberg, Yoad Nevo                  | 3:42  |
| 18 | Folge mir                 | Daniel Grunenberg, Carolin Niemczyk                                                                           | Daniel Grunenberg                             | 3:23  |
| 19 | Ich seh in dein Herz      | Daniel Barbosa, Martin Berger-Damm, Ilonka Breitmeier, Daniel Grunenberg, Carolin Niemczyk, Susanne Pawlitzki | Daniel Grunenberg                             | 2:57  |

## Grenzenlos (Deluxe Edition)
| Glasperlenspiel: Grenzenlos (Deluxe Edition) | Glasperlenspiel: Grenzenlos (Deluxe Edition)                                                          |
| -------------------------------------------- | --- |
| Label:                                       | Polydor                                                                                               |
| Format:                                      | DVD                                                                                                   |
| Genre:                                       | Musikfilm/Dokumentation                                                                               |
| Jahr:                                        | 10. Mai 2013                                                                                          |
| Laufzeit:                                    | 91:27                                                                                                 |
| Besetzung:                                   | - Gesang: Daniel Grunenberg, Carolin Niemczyk - Keyboard: Daniel Grunenberg - Schlagzeug: Bene Neuner |
| FSK:                                         | ab 0 Jahren                                                                                           |
| Technische Daten                             | |
| TV-Norm:                                     | PAL                                                                                                   |

Grenzenlos (Deluxe Edition) ist das erste Videoalbum von Glasperlenspiel. Es beinhaltet ein Unplugged-Konzert, dass während der Konzertreihe zdf@bauhaus aufgezeichnet wurde. Das Konzert wurde am 30. April 2012 auf zDFkultur ausgestrahlt und am 10. Mai 2013 als Bonus-DVD zum Studioalbum Grenzenlos veröffentlicht.
Auf dem Album befinden sich größtenteils Lieder des vorangegangenen Studioalbums Beweg dich mit mir, einzig die Lieder Traumschiff und Tränen sind nicht vorhanden. Das Lied Risiko ist das einzige Lied von dem neuen Studioalbum Grenzenlos.
| #  | Titel                     | Autor(en)                                                                           | Länge |
| -- | ------------------------- | ----------------------------------------------------------------------------------- | ----- |
| 1  | Glasperlenspiel Backstage |                                                                                     | 22:03 |
| 2  | Beweg dich mit mir        | Leo Chantzaras, Daniel Grunenberg, Carolin Niemczyk                                 | 4:42  |
| 3  | Magnetisch                | Daniel Grunenberg, Matthias Mania, Finn Martin, Carolin Niemczyk                    | 4:35  |
| 4  | Ich bin ich               | Daniel Grunenberg, Matthias Mania, Finn Martin, Carolin Niemczyk                    | 4:24  |
| 5  | Alles auf Anfang          | Daniel Grunenberg, David Jürgens, Katharina Löwel, Carolin Niemczyk                 | 5:49  |
| 6  | Risiko                    | Daniel Grunenberg, David Jürgens, Carolin Niemczyk, Bartosz Nikodemski, Lukas Pizon | 4:37  |
| 7  | Das Gleiche               | Daniel Grunenberg, Katharina Löwel, Ivo Moring, Carolin Niemczyk                    | 5:45  |
| 8  | Tanzen                    | Daniel Grunenberg, Carolin Niemczyk, Sandi Strmljan                                 | 6:37  |
| 9  | Weit weg                  | Daniel Grunenberg, Carolin Niemczyk, Sandi Strmljan                                 | 3:45  |
| 10 | Ich hol dich hier raus    | Daniel Grunenberg, David Jürgens, Carolin Niemczyk, Lukas Pizon                     | 7:16  |
| 11 | Dein Geheimnis            | Daniel Grunenberg, Rocco Horn, Carolin Niemczyk, Mikko Tamminen                     | 5:16  |
| 12 | Echt                      | Zippy Davids, Daniel Grunenberg, Anders Kjer, Carolin Niemczyk                      | 7:20  |
| 13 | Freundschaft              | Daniel Grunenberg, David Jürgens, Katharina Löwel, Carolin Niemczyk                 | 3:45  |
| 14 | Herzschlag                | Daniel Grunenberg, Carolin Niemczyk                                                 | 5:33  |

## Singleauskopplungen
Bereits zwei Wochen vor der Veröffentlichung des Albums wurde vorab die Single Nie vergessen ausgekoppelt. Vier Monate nach der Veröffentlichung des Albums folgte die zweite Singleauskopplung Grenzenlos. Die letzte Singleauskopplung Moment folgte am 13. Juni 2014. Alle Singleveröffentlichungen konnten sich in Deutschland und teilweise in Österreich in den Charts platzieren.
Charterfolge in den Singlecharts

| Jahr | Titel Album                        | Höchstplatzierung, Gesamtwochen, AuszeichnungChartplatzierungen (Jahr, Titel, Album, Platzierungen, Wochen, Auszeichnungen, Anmerkungen) | Höchstplatzierung, Gesamtwochen, AuszeichnungChartplatzierungen (Jahr, Titel, Album, Platzierungen, Wochen, Auszeichnungen, Anmerkungen) | Höchstplatzierung, Gesamtwochen, AuszeichnungChartplatzierungen (Jahr, Titel, Album, Platzierungen, Wochen, Auszeichnungen, Anmerkungen) | Anmerkungen                                              |
| Jahr | Titel Album                        | DE | AT | CH | Anmerkungen                                              |
| ---- | ---------------------------------- | --- | --- | --- | -------------------------------------------------------- |
| 2013 | Nie vergessen Grenzenlos           | DE9 Gold · (24 Wo.)DE | AT43 (3 Wo.)AT | — | Erstveröffentlichung: 26. April 2013 Verkäufe: + 150.000 |
| 2013 | Grenzenlos                         | DE90 (1 Wo.)DE | — | — | Erstveröffentlichung: 6. September 2013                  |
| 2014 | Moment Grenzenlos in diesem Moment | DE63 (2 Wo.)DE | — | — | Erstveröffentlichung: 13. Juni 2014                      |

## Grenzenlos Tour
Zwischen dem 25. Mai 2013 und dem 4. Mai 2014 spielte Glasperlenspiel mit der Grenzenlos Tour ihre zweite Konzertreihe als Headliner. Diese führte das Duo durch 62 Städte in Deutschland sowie einmal in die Schweiz. Im Vorprogramm spielten namhafte Künstler wie Max Giesinger.

## Mitwirkende
| - Albi Albertsson: Komponist, Liedtexter - Matthias Bäuerle: Artwork (Cover) - Daniel Barbosa: Komponist, Liedtexter - Martin Berger-Damm: Komponist, Liedtexter - Benjamin Bistram: Musikproduzent - Ilonka Breitmeier: Komponist, Liedtexter - Nick Coler: Komponist, Liedtexter, Koproduzent - Hendrik Eilers: Komponist, Liedtexter - Alexander Freund: Komponist, Liedtexter - Daniel Grunenberg: Abmischung, Gesang, Keyboard, Komponist, Liedtexter, Produzent - David Jürgens: Gitarre, Keyboard, Komponist, Liedtexter - Sebastian Kirchner: Gitarre, Komponist, Liedtexter - Laura Kloos: Komponist, Liedtexter - Michael Kurth: Komponist, Liedtexter - Katharina Löwel: Komponist, Liedtexter | - Finn Martin: Komponist, Liedtexter - Matthias Max: Komponist, Liedtexter - Yoad Nevo: Komponist, Liedtexter, Abmischung, Mastering, Musikproduzent - Carolin Niemczyk: Gesang, Komponist, Liedtexter - Bartosz Nikodemski: Komponist, Liedtexter - Susanne Pawlitzki: Komponist, Liedtexter - Stephan Piez: Komponist, Liedtexter - Lukas Pizon: Komponist, Liedtexter - Simon Triebel: Komponist, Liedtexter - Joe Walter: Komponist, Liedtexter - Sebastian Wehlings: Komponist, Liedtexter - Ben Wolf: Fotograf (Cover) - Nevo Sound Studios: Mastering - Polydor: Musiklabel - Universal Music Publishing: Vertrieb |

## Kommerzieller Erfolg

### Chartplatzierungen
Grenzenlos erreichte in Deutschland Position acht der Albumcharts und konnte sich insgesamt eine Woche in den Top 10 und 23 Wochen in den Charts halten. In der Schweiz erreichte das Album in einer Chartwoche Position 61 der Charts. Für Glasperlenspiel ist dies der zweite Charterfolg in den deutschen Albumcharts sowie der Erste in der Schweiz. Bis dato konnte sich in Deutschland kein Album von Glasperlenspiel höher in den Albumcharts platzieren, abgelöste wurde das Album durch Licht & Schatten (Höchstplatzierung: #5) im Jahr 2018.
| ChartsChartplatzierungen | Höchstplatzierung | Wochen |
| ------------------------ | ----------------- | ------ |
| Deutschland (GfK)        | 8 (23 Wo.)        | 23     |
| Schweiz (IFPI)           | 61 (1 Wo.)        | 1      |

### Auszeichnungen für Musikverkäufe
Im Oktober 2015 wurde Grenzenlos in Deutschland mit einer Goldenen Schallplatte für über 100.000 verkaufte Einheiten ausgezeichnet.
| Land/Region        | Auszeichnungen für Musikverkäufe (Land/Region, Auszeichnung, Verkäufe) | Verkäufe |
| ------------------ | ---------------------------------------------------------------------- | -------- |
| Deutschland (BVMI) | Gold                                                                   | 100.000  |
| Insgesamt          | 1× Gold ·                                                              | 100.000  |